# Cantó de Cesson-Sévigné
El cantó de Cesson-Sévigné (bretó Kanton Saozon-Sevigneg) és una divisió administrativa francesa situat al departament d'Ille i Vilaine a la regió de Bretanya.

## Composició
El cantó aplega 2 comunes :
| Nom francès    | Nom bretó       | Població | km²   | Codi Postal | Codi INSEE |
| Acigné         | Egineg          | 5.246    | 29,55 | 35690       | 35001      |
| Cesson-Sévigné | Saozon-Sevigneg | 14.344   | 32,14 | 35510       | 35051      |
| Cantó          | Saozon-Sevigneg | 19.590   | 61,69 | -           | 3553       |

## Evolució demogràfica
| 1962  | 1968  | 1975  | 1982   | 1990   | 1999   |
| ----- | ----- | ----- | ------ | ------ | ------ |
| 5.024 | 5.434 | 8.743 | 14.005 | 17.069 | 19.590 |

## Història
| Data d'elecció                           | Identitat   | Partit | Qualitat |
| ---------------------------------------- | ----------- | ------ | -------- |
| 2004-                                    | Guy Jouhier | PS     |          |
| les dades anteriors no són pas conegudes |             |        |          |
|                                          |             |        |          |